# Dunk Dream
Dunk Dream (ダンクドリーム?, Danku Dorīmu) è un videogioco arcade di pallacanestro sviluppato da Data East per Neo Geo, pubblicato nel 1994. Esso è conosciuto anche coi nomi di Street Slam in Nord America, e Street Hoop in Europa. Il titolo è stato d'ispirazione per Lucky Glauber, uno dei personaggi della famosa serie di SNK The King of Fighters.
Nella versione americana le squadre selezionabili non consistono in rappresentative nazionali, ma in quelle di città americane; per giunta essa differisce anche per il colore delle casacche e per il colore della pelle dei giocatori dalle versioni europea e giapponese.
Nel 1996 la software house coreana SunA produsse un gioco di street soccer, Back Street Soccer (pubblicato dalla Unico), che faceva gran uso di sprite estratti in ripping proprio da Dunk Dream.

## Modalità di gioco
Dunk Dream supporta il multiplayer e si può giocare anche in due. Giocando singolarmente, per poter avanzare di livello bisogna vincere contro ogni avversario anche alla fine del primo tempo; il match finisce in svantaggio o in parità anche solo alla metà gara la partita è considerata persa e il giocatore deve inserire un nuovo credito per poter continuare. Inoltre ogni quattro canestri, si ha a disposizione un tiro super, che permette ogni volta di centrare il canestro; sia da lontano che in acrobazia.

### Squadre selezionabili
Si possono scegliere solo otto squadre nazionali e ogni compagine è composta da tre giocatori, non aventi precisi ruoli o caratteristiche personali all'interno del terzetto, a parte alcuni elementi grafici che permettono di distinguerli dai compagni (tipo di capigliatura, uso del berretto, ecc.). Al contrario ogni nazionale si contraddistingue dalle altre in base a quattro caratteristiche: schiacciata, tiro da tre, velocità e difesa.
Ogni squadra ha 18 punti totali suddivisi nelle varie caratteristiche per un massimo di 8 punti ciascuna. In tal modo tutti i terzetti hanno pregi e difetti, dando al gioco maggior equilibrio e spingendo il giocatore a valutare bene quale tattica utilizzare con ogni nazione. Per esempio, gli Stati Uniti sono i più forti nelle schiacciate, ma i più deboli nei tiri da lontano; Taiwan è la più forte nei tiri da tre ma pessima nella schiacciata; Spagna e Italia hanno tutti valori intermedi.
- Francia in maglia blu coi calzoncini rossi.
- Spagna in maglia gialla coi calzoncini rossi.
- Germania in maglia rossa e gialla coi calzoncini neri.
- Italia in maglia verde scuro coi calzoncini rossi.
- Stati Uniti in maglia viola coi calzoncini gialli.
- Taiwan in maglia verde chiaro e gialla coi calzoncini neri.
- Regno Unito in maglia nera e rossa coi calzoncini azzurri.
- Cina in maglia rossa coi calzoncini gialli.
- Giappone in maglia bianca coi calzoncini rossi.
- Corea del Sud in maglia azzurra coi calzoncini viola.

Nella versione statunitense del gioco le rappresentative nazionali sono sostituite da squadre rappresentanti città degli Stati Uniti; alcune delle combinazioni di colori delle divise rispecchiano quelle della franchigia NBA della suddetta città.
- Los Angeles
- Phoenix
- Dallas
- Miami
- Chicago
- Detroit
- Filadelfia
- New York
- Boston
- Seattle

## Accoglienza
In Giappone, la rivista Game Machine elencò Dunk Dream nel numero del 15 febbraio 1995 come la diciottesima unità arcade di maggior successo del mese. In Nord America, RePlay ha segnalato che era il terzo gioco più popolare all'epoca. Secondo Famitsū, la versione per Neo Geo CD vendette oltre 4873 copie nella sua prima settimana d'uscita.